# Rignano sull'Arno
Rignano sull'Arno es una localidad italiana de la ciudad metropolitana de Florencia, región de Toscana, con 8.533 habitantes.

Ubicación de la ciudad de Rignano sull'Arno dentro de la provincia de Florencia.

## Evolución demográfica
| Gráfica de evolución demográfica de Rignano sull'Arno entre 1861 y 2001 |
|                                                                         |
| Fuente ISTAT - Elaboración gráfica por parte de Wikipedia               |